# Madeuplexia camusi
Madeuplexia camusi är en fjärilsart som beskrevs av Pierre E.L. Viette 1967. Madeuplexia camusi ingår i släktet Madeuplexia och familjen nattflyn. Inga underarter finns listade i Catalogue of Life.